# Abtei Saint-Martin de Ligugé

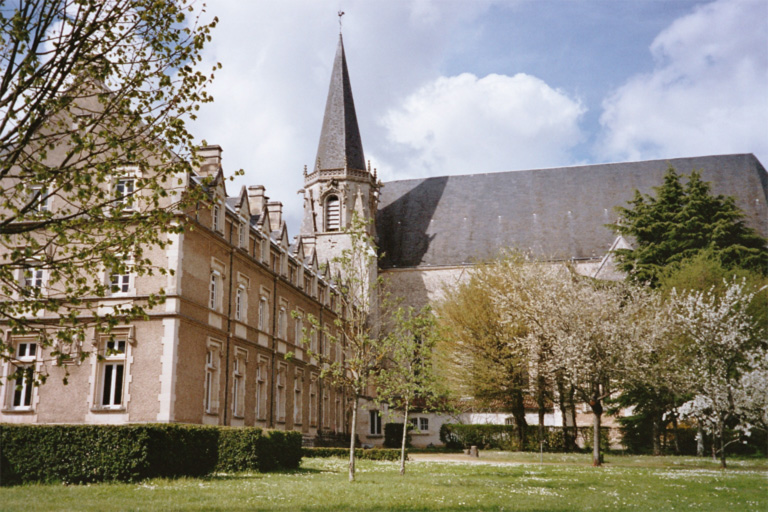
Abtei Saint-Martin

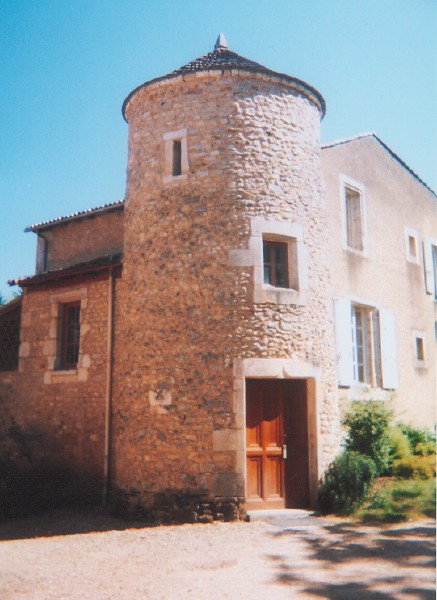
Turm im Klostergelände, um 1500

Die Abtei Saint-Martin de Ligugé (lat. Abbatia Sancti Martini, Logociacum) ist eine Benediktinerabtei und liegt in der Gemeinde Ligugé im Département Vienne in der Nähe von Poitiers. Es ist, ungeachtet mehrerer Unterbrechungen des monastischen Lebens (siehe unten), das älteste bestehende Kloster Europas.

## Geschichte

### Von der Gründung 361 bis zur Französischen Revolution
Das Kloster wurde durch den heiligen Martin von Tours 361 gegründet. Er war in Trier dem dorthin verbannten Athanasius begegnet, dem Biografen des Mönchsvaters Antonius. Ligugé gilt damit als erstes Kloster des Abendlandes. Martin nutzte dafür eine verlassene römische Siedlung. Er wollte seinem verehrten Lehrer und Vorbild Hilarius von Poitiers nahe sein, der von 350 bis 367 Bischof von Poitiers war. Zunächst errichtete er eine Einsiedlerzelle, der sich aber bald 60 weitere Mönche anschlossen. Einige Quellen berichten, dass Hilarius das Kloster für Martin gestiftet habe. Martin selbst wurde dort zum Priester geweiht und war bis 370 Abt in Ligugé.
Archäologische Ausgrabungen haben das Alter bestätigt, denn es konnten Gebäudereste aus dem 4. Jahrhundert freigelegt werden, in denen sich auch Mönchszellen und eine kleine Kapelle erkennen lassen. Außerdem wurden erstmals in Frankreich emaillierte Tonfliesen mit byzantinischen Mustern gefunden. Merowingische Sarkophagdeckel aus dem 5. und 6. Jahrhundert sowie ein Bericht des Bischofs Gregor von Tours von 591 dokumentieren den Fortbestand der Abtei. 
Um 700 stellte der Ligugéer Mönch Defensor die umfangreiche Zitatensammlung Liber scintillarum zusammen. 732 wurde das Kloster von den Arabern zerstört.
Nach einer Zeit des Niedergangs, über die Zeugnisse fehlen, stiftete Adalmodis, die erste Frau Herzog Wilhelms V., nach 1003 in Ligugé ein Martinsheiligtum, das mit Benediktinern aus der Abtei Maillezais besiedelt wurde und sich zu einem stark besuchten Wallfahrtsort entwickelte. 1268 verlieh Alfons von Poitiers dem Priorat Ligugé die unabhängige Gerichtsbarkeit. 1307 hielt sich Papst Clemens V. mehrfach im Kloster Ligugé auf. Er stellte für die Martinswallfahrt einen Ablass aus.
Im Verlauf des Hundertjährigen Kriegs wurde das Kloster 1359 zu großen Teilen zerstört. Erst 1479 begann der Wiederaufbau, den Geoffroy d’Estissac als Bischof von Maillezais und Kommendatarprior von Ligugé im 16. Jahrhundert vollendete. Die Kirche aus dieser Zeit ist erhalten. Dessen Leibarzt und Humanisten-Literat Rabelais wohnte hier phasenweise zwischen 1525 und 1528.
In den Auseinandersetzungen der Reformationszeit erlitt Ligugé erneut schwere Schäden. 1607 übergab Heinrich IV. die Anlage den Jesuiten, die in Poitiers ein Kolleg errichtet hatten. 1762 wurde der Orden aus Frankreich vertrieben. Ligugé fiel an den bischöflichen Stuhl von Maillezais zurück. Im Zuge der Französischen Revolution wurden Gebäude und Ländereien verstaatlicht und in Privathand verkauft.

### 19. bis 21. Jahrhundert
1852 konnte Bischof Pie von Poitiers den Komplex erwerben. Im Jahr darauf wurde Ligugé mit Mönchen aus Solesmes unter der Leitung von Prosper-Louis-Pascal Guéranger als Benediktinerkloster wiedererrichtet. Erster Abt war ab 1864 Léon Bastide (1823–1900). In den 1890er Jahren entstanden umfangreiche Erweiterungsbauten.
1901 mussten die Benediktiner infolge der antiklerikalen Gesetzgebung Frankreich verlassen. Sie fanden Unterkunft im belgischen Chevetogne. 1923 konnten sie zurückkehren. Da die Abteikirche des 16. Jahrhunderts inzwischen Pfarrkirche geworden war, bauten sie 1929 eine neue Klosterkirche.
Im Zweiten Weltkrieg beherbergte Ligugé u. a. Robert Schuman und Amadou-Mahtar M'Bow. Am 13. Dezember 1943 wurde Pater Aimé Lambert als Mitglied der Résistance im Strafgefängnis Wolfenbüttel hingerichtet.
Nach dem Krieg erschloss sich das Kloster Ligugé mit einer Werkstatt für Emailkunst eine neue Erwerbsquelle.
Gegenwärtig (Angabe der Homepage) leben im Konvent etwa 25 Mönche.